# 孟兆祥
孟兆祥（？—1644年），字允吉，號肖彤，直隶河间府交河县民籍，山西泽州人。明末政治人物，官刑部右侍郎。李自成破京师，自杀殉国。

## 生平
萬曆二十五年（1597年）丁酉科舉人，天啓二年（1622年）壬戌科進士。刑部观政，三年授大理寺左評事，丁忧归。六年起补原官，七年任四川主考官。崇祯二年（1629年），升迁吏部稽勋主事，历文选司员外郎、考功司郎中，十一年被革职。十二年稍迁光禄寺丞，进少卿。历官左通政、太仆寺卿，十六年进通政使，十七年拜刑部右侍郎。崇禎十七年（1644年）三月李自成陷都城，兆祥分守正阳门。襄城伯李国祯统京营军，因久無薪餉，毫無鬥志。城被攻陷，兆祥曰：“社稷已覆，吾将安之！”遂自殺。兆祥有子孟章明。兆祥對他說：“我死，汝可去。”章明回答：“君父大节也，君亡父死，我何生为！”乃投缳於父侧。兆祥之妻，章明之妻皆自縊死。《明史》有傳。

## 家族
曾祖孟钱。祖父孟傅。父孟尚宝，生员。
子孟章明，崇禎癸未進士。

## 延伸阅读
[在维基数据编辑]
 《明史卷二百六十五》，出自《明史》